# Newbridge-on-Wye
Newbridge-on-Wye es una localidad situada en el condado de Powys, en Gales (Reino Unido), con una población estimada a mediados de 2016 de 649 habitantes.
Se encuentra ubicada al este de Gales, a poca distancia de la frontera con Inglaterra.